# Padres e hijos (película)
Padres e hijos (del italiano: Padri e figli) es una película de 1957 italiana dirigida por Mario Monicelli. En la séptima edición del Festival Internacional de Cine de Berlín Monicelli ganó el premio Oso de plata.

## Reparto
- Vittorio De Sica - Vincenzo Corallo
- Lorella De Luca - Marcella Corallo
- Riccardo Garrone - Carlo Corallo
- Marcello Mastroianni - Cesare
- Fiorella Mari - Rita
- Franco Interlenghi - Guido Blasi
- Antonella Lualdi - Giulia Blasi
- Memmo Carotenuto - Amerigo Santarelli
- Marisa Merlini - Ines Santarelli
- Ruggero Marchi - Vittorio Bacci
- Emma Baron - Señorita Bacci
- Gabriele Antonini - Sandro Bacci
- Franco Di Trocchio - Alvaruccio
- Raffaele Pisu - Vezio Bacci
- Franca Gandolfi
- Mario Merlini
- Amerigo Santarelli